# Circonlocution
La circonlocution est un procédé rhétorique par lequel un mot est remplacé par une expression le désignant. Elle s'utilise dans la langue commune pour exprimer des idées. Elle se rapproche donc de la périphrase, ayant un sens plus littéraire. Son origine est d'ailleurs la même, puisque circumlocutio est la traduction latine pour le grec περιφρασις (periphrasis).
De manière plus générale, le terme « circonlocution » est utilisé pour désigner une phrase visant à obscurcir le sens de ce qui doit être dit afin de masquer un certain embarras. 

## Exemple
- « La Ville aux cent clochers » pour désigner Montréal, Poitiers, Caen ou Rouen.
- « L'oiseau messager du printemps » pour désigner l'hirondelle.
- « L'île de beauté » pour désigner la Corse.
- « La langue de Molière » pour désigner la langue française.
- « La langue de Shakespeare » pour désigner la langue anglaise.
- « La langue de Goethe » pour désigner la langue allemande.
- « La langue de bois » pour désigner la langue des politiciens. En ce cas c'est davantage une raillerie populaire soulignant la démagogie hypocrite ou mensongère d'un contenu discursif, désignant une technique de manipulation qui cache quelque couardise, lâcheté, tromperie ou malhonnêteté, quand ce n'est pas utilisé tel un moyen de défense voilant une ignorance dès lors assumée et volontaire.
- « L'empire du soleil levant » pour désigner le Japon.
- « le Pays du Matin calme » pour désigner la Corée
- « La ville lumière » pour désigner Paris
- « La belle endormie » pour désigner Bordeaux
- « La ville éternelle » pour désigner Rome
- « La ville trois fois sainte » pour désigner Jérusalem
- « le souverain pontife », « le patriarche de Rome », « l'évêque de Rome » pour désigner le pape
- « le pays des droits de l'Homme » pour désigner la France
- « outre Rhin », « outre Manche », « outre Atlantique », « outre Alpes », « outre Jura  », « outre Quiévrain  » pour désigner respectivement, l'Allemagne, l'Angleterre, l'Amérique, l'Italie, la Suisse et la Belgique lorsqu'on parle à partir de la France métropolitaine
- « Le Roi-Soleil » pour désigner Louis XIV
- « le roi des animaux » pour désigner le lion
- « Celui-dont-on-ne-doit-pas-prononcer-le-nom » pour Voldemort
- « Le mercenaire disert » pour Deadpool
- « Votre fidèle serviteur l'araignée » pour Spider-Man